# Günther Bosch
Günther Bosch (n. 1 martie 1937, Brașov, România) este un antrenor de tenis, originar din România. Bosch a devenit celebru mai ales ca antrenor al lui Boris Becker la prima victorie a acestuia la turneul de la Wimblendon, în 1985. Ion Țiriac a fost managerul lui Boris Becker.

## Biografie
Günther Bosch a făcut parte din echipa României de Cupa Davis, fiind „numărul trei”, după Ilie Năstase și Ion Țiriac. În anul 1974, după ce devenit antrenorul echipei de juniori a României, s-a refugiat în Germania Federală cu ocazia unui turneu care a avut loc la Saarbrücken. Bosch este căsătorit cu Rodica, cu care are o fiică, Christina.

## Premii și distincții
- Premiul de onoare al revistei Tennis Magazin, 2009[3]